# Теодор Морел
Теодор Гилберт Морел (на немски: Theodor Gilbert Morell) е личният лекар на Адолф Хитлер в периода 1936 – 1945 г.

## Биография
Роден е на 22 юли 1886 година в Трайс-Мюнценберг, провинция Хесен, Германия. Изучава медицина в Хайделберг, Гренобъл, Париж и Мюнхен. Защитава докторска дисертация през 1913 г.
Преди Първата световна война работи 2 години като лекар на германски морски съдове и обикаля всички океани. В началото на войната се записва доброволец и отива на фронта. През 1933 г. става член на Нациската партия и негови пациенти стават видни учени, политици, актьори, включително личният фотограф на фюрера Хайнрих Хофман. Последният му урежда аудиенция при Адолф Хитлер и през 1936 г. Морел му става личен лекар. В документацията му Хитлер фигурира като „пациент А“. Фюрерът го освобождава от длъжност на 21 април 1945 г., малко преди самоубийството си.
Теодор Морел умира 3 години по-късно след продължително боледуване на 61-годишна възраст.